# Niesa Johnson
Niesa Evett Johnson (Chicago, 7 febbraio 1973) è un'ex cestista statunitense, professionista nella ABL e nella WNBA.

## Carriera
Ha disputato due stagioni con le Charlotte Sting.